# Wilmington (Will County, Illinois)
Wilmington is een plaats (city) in de Amerikaanse staat Illinois, en valt bestuurlijk gezien onder Will County.

## Demografie
Bij de volkstelling in 2000 werd het aantal inwoners vastgesteld op 5134. In 2006 is het aantal inwoners door het United States Census Bureau geschat op 6127, een stijging van 993 (19,3%).

## Geografie
Volgens het United States Census Bureau beslaat de plaats een oppervlakte van 11,7 km², waarvan 10,9 km² land en 0,8 km² water. Wilmington ligt op ongeveer 171 m boven zeeniveau.

## Plaatsen in de nabije omgeving
De onderstaande figuur toont nabijgelegen plaatsen in een straal van 12 km rond Wilmington.